# Flavonol-3-O-glikozid ksiloziltransferaza
Flavonol-3-O-glikozid ksiloziltransferaza (EC 2.4.2.35) je enzim sa sistematskim imenom UDP-D-ksiloza:flavonol-3-O-glikozid 2-O-beta-D-ksiloziltransferaza. Ovaj enzim katalizuje sledeću hemijsku reakciju
UDP--ksiloza + a flavanol3-O-glikozid {\displaystyle \rightleftharpoons } UDP + flavanol 3-[beta--ksilozil-(1->2)-beta-D-glikozid]
Flavonol 3-O-glukozid, flavonol 3-O-galaktozid i, u manjoj meri rutin, mogu da deluju kao akceptori.

## Literatura
- Nicholas C. Price; Lewis Stevens (1999). Fundamentals of Enzymology: The Cell and Molecular Biology of Catalytic Proteins (Third изд.). USA: Oxford University Press. ISBN 019850229X.
- Eric J. Toone (2006). Advances in Enzymology and Related Areas of Molecular Biology, Protein Evolution (Volume 75 изд.). Wiley-Interscience. ISBN 0471205036.
- Branden C; Tooze J. Introduction to Protein Structure. New York, NY: Garland Publishing. ISBN 0-8153-2305-0.
- Irwin H. Segel. Enzyme Kinetics: Behavior and Analysis of Rapid Equilibrium and Steady-State Enzyme Systems (Book 44 изд.). Wiley Classics Library. ISBN 0471303097.

## Spoljašnje veze
- Flavonol-3-O-glycoside+xylosyltransferase на 